# Pierre Chuvin
Pierre Chuvin (* 18. Juli 1943 in Saint-Angel, Allier; † 26. Dezember 2016 in Paris) war ein französischer Gräzist und Historiker, der auf das antike Griechenland und den neuzeitlichen Orient spezialisiert war.

## Leben
Nach dem Studium an der Universität Clermont-Ferrand und an der École nationale des langues orientales vivantes, an der er Neugriechisch und Türkisch lernte, bestand er 1966 die Agrégation (Staatsprüfung für das höhere Lehramt) im Fach Lettres classiques (klassische Sprachen und Literatur). Mit einer thèse über den spätantiken Dichter Nonnos von Panopolis wurde Chuvin 1983 bei Francis Vian zum Docteur d’État in griechischer Literatur promoviert. Er erhielt eine Professur in Clermont-Ferrand und wechselte 1998 an die Universität Paris X (Nanterre). 1993 gründete er das Institut français d’études sur l’Asie centrale in Taschkent (Usbekistan) und leitete es bis 1998. Er begründete zudem die Zeitschrift Les Cahiers de l’Asie centrale. Von 2003 bis 2008 war er Leiter des Institut français d’études anatoliennes in Istanbul. Nach seiner Rückkehr nach Paris lehrte er bis zu seiner Emeritierung 2011 an der Universität Paris X (Nanterre). Seit 1984 war er außerdem Mitglied der Redaktion der Zeitschrift L’Histoire.
Pierre Chuvin war mit Huguette Meunier-Chuvin verheiratet.

## Auszeichnungen
- 1993 Prix Desrousseaux der Association des Études grecques für sein Lebenswerk
- 1993 Prix François Millepierres de l’Académie française für Mythologie grecque. Du premier homme à l’apothéose d’Héraclès, 1992.
- 1994 Prix Saintour der Académie des inscriptions et belles-lettres für seine thèse de doctorat d’État
- 1998 Besondere Erwähnung der Jury des Prix du livre d’architecture für Paul le Silentiaire, Description de Sainte-Sophie de Constantinople, 1997.

## Schriften (Auswahl)
Schriften zur Antike
- Chronique des derniers païens. La disparition du paganisme dans l’Empire romain, du règne de Constantin à celui de Justinien. Éd. Les Belles Lettres, Paris 1990.
- Mythologie et géographie dionysiaques : recherches sur l’œuvre de Nones de Panopolis. (coll. Vates, 2), préface d’Ernest Will. Adosa, Clermont-Ferrand 1992 (thèse de doctorat d’État), ISBN 2-86639-116-0.
- Mythologie grecque. Du premier homme à l’apothéose d’Héraclès. Éd. Fayard, Paris 1992.
- Domenico Accorinti, Pierre Chuvin (Hrsg.): Des Géants à Dionysos. Mélanges de mythologie et de poésie grecques offerts à Francis Vian. (= Hellenica 10) Edizioni dell’Orso, Alessandria 2003.
- Pitres et pantins. Transformations du masque comique : de l’Antiquité au théâtre d’ombres. Co-édité avec Sophie Basch. PUPS, 2007.

Übersetzungen antiker Literatur
- Nonnos de Panopolis, Les Dionysiaques. 19 Bde., coll. Budé, Paris 1976–2006.
- Paul le Silentiaire, Description de Sainte-Sophie de Constantinople. Présentation et traduction avec Marie-Christine Fayant. Éditions ADie, 1997.

Wissenschaftliche Übersetzungen
- Naphtali Lewis: La mémoire des sables. La vie en Égypte sous la domination romaine. Armand Colin, Paris 1988.
- Peter Brown: Pouvoir et persuasion dans l’Antiquité tardive. (Übers. mit Huguette Meunier-Chuvin), Le Seuil, Paris 1998.

Schriften zum Orient
- L’Islam au péril des femmes. Une Anglaise en Turquie au XVIIIe siècle (lettres de Lady Montagu). Traduction et présentation avec Anne-Marie Moulin. Maspéro/La Découverte, Paris 1981.
- mit Pierre Gentelle: L’Asie centrale. L’indépendance, le pétrole et l’islam. Le Monde éditions / Marabout, 1998
- Les Arts de l’Asie centrale, éd. Citadelles-Mazenod, 1999 (Herausgeberschaft)
- Samarcande Boukhara Khiva, éd., Flammarion, 2001, mit Photographien von Gérard Degeorge.
- Turquie, éd. Larousse, 2003.
- mit René Létolle et Sébastien Peyrouse: Histoire de l’Asie centrale contemporaine. Fayard, 2008.
- mit Sophie Basch, Nora Sens, Michel Espagne et Jean Leclant: L’Orientalisme, les orientalistes et l’Empire ottoman, de la fin du XVIIe siècle à la fin du XXe siècle. Académie des inscriptions et belles-lettres/De Boccard, 2011.

Übersetzungen türkischer Dichtungen
- mit Güzine Dino et Michèle Aquien: Entre les murailles et la mer, 32 türkische Dichter. Maspéro/La Découverte, Paris 1982.
- mit Güzine Dino et Michèle Aquien: La Montagne d’en face, Gedichte der anatolischen Derwische, Montpellier, Fata Morgana, 1986.
- Offrandes. Poèmes 1946–1989 (zweisprachige Ausgabe, Sammlung), Publisud/UNESCO, 1998.
- J’ai vu la mer. (Sammlung), Saint-Pourçain-sur-Sioule, Bleu autour, 2010.